# Fergus County
Fergus County ist ein County im Bundesstaat Montana der Vereinigten Staaten. Der Sitz der Countyverwaltung (County Seat) befindet sich in Lewistown.

## Demografische Daten

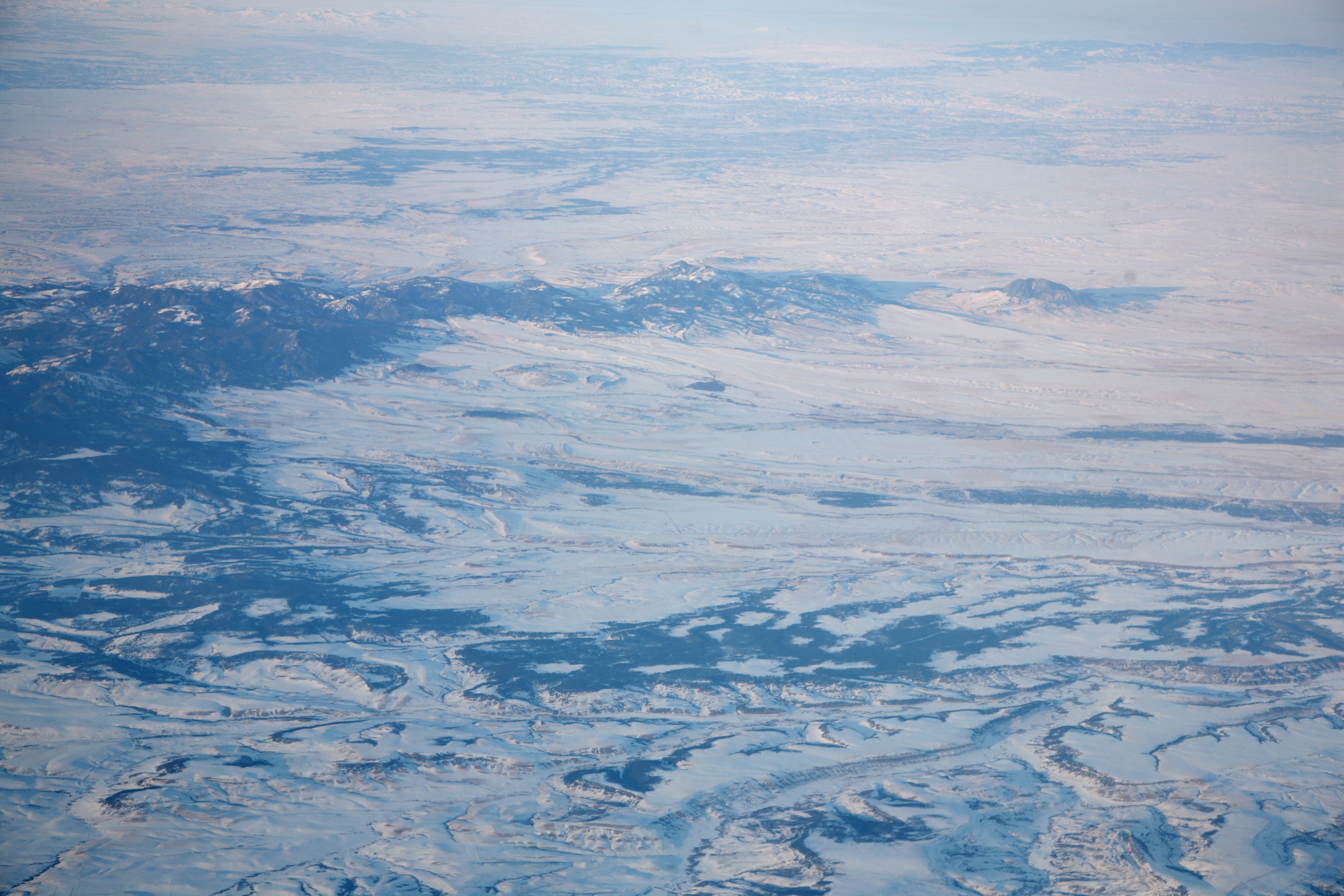
Die Judith Mountains im Winter

Nach der Volkszählung im Jahr 2000 lebten im County 11.893 Menschen. Es gab 4.860 Haushalte und 3.197 Familien. Die Bevölkerungsdichte betrug 1 Einwohner pro Quadratkilometer. Ethnisch betrachtet setzte sich die Bevölkerung zusammen aus 97,10 % Weißen, 0,08 % Afroamerikanern, 1,18 % amerikanischen Ureinwohnern, 0,19 % Asiaten, 0,00 % Bewohnern aus dem pazifischen Inselraum und 0,29 % aus anderen ethnischen Gruppen; 1,16 % stammten von zwei oder mehr ethnischen Gruppen ab. 0,81 % der Bevölkerung waren spanischer oder lateinamerikanischer Abstammung.
Von den 4.860 Haushalten hatten 28,70 % Kinder und Jugendliche unter 18 Jahre, die bei ihnen lebten. 56,10 % waren verheiratete, zusammenlebende Paare, 6,70 % waren allein erziehende Mütter. 34,20 % waren keine Familien. 30,50 % waren Singlehaushalte und in 13,90 % lebten Menschen im Alter von 65 Jahren oder darüber. Die Durchschnittshaushaltsgröße betrug 2,33 und die durchschnittliche Familiengröße lag bei 2,91 Personen.
Auf das gesamte County bezogen setzte sich die Bevölkerung zusammen aus 24,50 % Einwohnern unter 18 Jahren, 6,10 % zwischen 18 und 24 Jahren, 23,60 % zwischen 25 und 44 Jahren, 25,80 % zwischen 45 und 64 Jahren und 19,90 % waren 65 Jahre alt oder darüber. Das Durchschnittsalter betrug 42 Jahre. Auf 100 weibliche Personen kamen 94,80 männliche Personen, auf 100 Frauen im Alter ab 18 Jahren kamen statistisch 93,40 Männer.
Das jährliche Durchschnittseinkommen eines Haushalts betrug 30.409 USD, das Durchschnittseinkommen der Familien betrug 36.609 USD. Männer hatten ein Durchschnittseinkommen von 27.260 USD, Frauen 18.138 USD. Das Prokopfeinkommen betrug 15.808 USD. 15,40 % der Bevölkerung und 10,60 % der Familien lebten unterhalb der Armutsgrenze. 19,40 % davon waren unter 18 Jahre und 12,20 % waren 65 Jahre oder älter.

## Geschichte
43 Bauwerke und Stätten des Countys sind im National Register of Historic Places eingetragen (Stand 8. Februar 2018).

## Orte im Fergus County
Im Fergus County liegen fünf Gemeinden, davon eine City und vier Towns. Zu Statistikzwecken führt das U.S. Census Bureau einen Census-designated place, der dem County unterstellt ist und keine Selbstverwaltung besitzt. Dieser ist wie die Unincorporated Communities gemeindefreies Gebiet.
City
- Lewistown

Towns
| - Denton - Grass Range | - Moore - Winifred |

Census-designated place (CDP)
- Lewistown Heights

andere Unincorporated Communities
| - Buffalo - Christina - Coffee Creek - Forest Grove | - Garneill - Hilger - Roy |